# Mario Boon

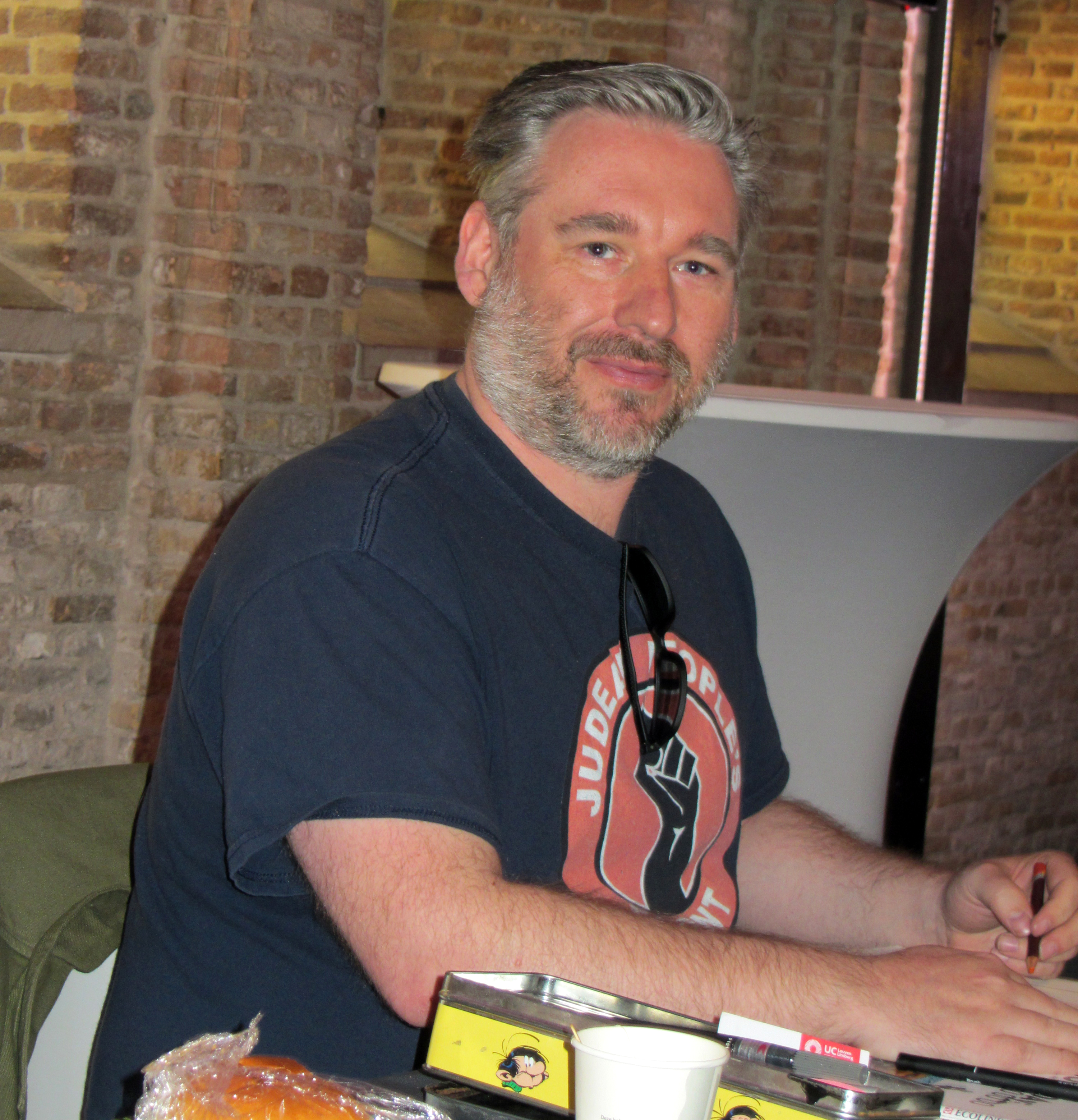
Mario Boon, Strips op de Markt, Gouda 2022

Mario J.E. Boon (Sint-Truiden, 15 augustus 1974) is een Belgisch striptekenaar en illustrator.
Boon volgde les aan de Sint-Lucas kunstacademie te Gent en haalde in 1997 een diploma in “illustratie en design”.
Hij begon met illustraties te tekenen voor kinderboeken, tijdschriften en kranten. Z’n eerste strip, in ’99, was een biografie van priester-dichter Guido Gezelle. Hij werd aangenomen door Studio 100 en werkte er 2 jaar als illustrator. In 2000 gaf uitgeverij “De Eenhoorn” Boons eerst kinderboek uit, getiteld “De Kip van Huub”.
Voor de Vlaamse afdeling van uitgeverij Dupuis tekende hij de stripreeks X!nk rond de punkrockgroep X!NK.
Ook werd hij benaderd door Anthony Johnston (na een eerste ontmoeting op de “Bristol Comic Con”) met het voorstel hem te helpen bij z’n serie “Texas Strangers” voor Image Comics in 2006. Tot op heden is Boon nog steeds de tekenaar van de serie.
Boon woont met echtgenote en kinderen in Sint-Amandsberg.